# Wolseley (Saskatchewan)
Pour les articles homonymes, voir Wolseley.
Wolseley est un bourg canadien de la province de la Saskatchewan au sud de la rivière Qu'Appelle. C'est un petit centre commercial de 850 habitants en bordure de la route transcanadienne 1. La fondation du village remonte à 1882, année de l'arrivée du chemin de fer transcontinental. 

## Géographie
À vol d'oiseau, Wolseley se situe à 95 km au nord de Régina, la capitale provinciale, à 600 m d'altitude. C'est une étape ferroviaire sur la ligne transcontinentale du Canadien Pacifique ainsi qu'un carrefour routier à la croisée de la transcanadienne 1 et de la route provinciale 617 . La municipalité est enclavée dans la municipalité rurale homonyme : Wolseley n°155. La superficie de la municipalité est de 5,84 km2.
Du point de vue hydrographique, Wolseley borde deux rivières : l'Ader et la Wolfe, des affluents de la rive sud de la Qu'Appelle.
Wolseley est un centre commercial et de service pour son arrière-pays agricole.

## Histoire
La région de Wolseley est d'abord habitée par des Cris, des Saulteux, des Stoneys et des Assiniboines. L'ouverture à la colonisation de la région débute par l'arpentage de la région entre 1881 et 1882 pour s'accélérer avec l'arrivée du chemin de fer transcontinental sur la rivière Wolfe, en 1882. Vers 1890, la paroisse catholique romaine de Sainte Anne de la Peau de Loup est fondée par des Canadiens français. Wolseley est incorporée en tant que municipalité dès 1898 directement avec le statut de ville,

## Démographie
Au recensement de 2021, la municipalité urbaine de Wolseley compte 852 habitants sur 5,84 km2 tandis que la municipalité rurale (Wolseley n°155) en compte 366 sur 758,46 km2.
| 1971 | 1976 | 1981 | 1986 |
| ---- | ---- | ---- | ---- |
| 975  | 883  | 904  | 896  |

| 1991 | 1996 | 2001 | 2006 |
| ---- | ---- | ---- | ---- |
| 853  | 821  | 766  | 782  |

| 2011 | 2016 | 2021 | - |
| ---- | ---- | ---- | - |
| 864  | 854  | 852  | - |

## Personnalités
- Raymond Langlois (1936-1996) : homme politique québécois, né à Wolseley.